# Ostrinotes
Ostrinotes is een geslacht van vlinders van de familie Lycaenidae, uit de onderfamilie Theclinae.

## Soorten
- O. empusa (Hewitson, 1867)
- O. gentiana (Druce, 1907)
- O. keila (Hewitson, 1869)
- O. purpuriticus (Druce, 1907)
- O. sophocles (Fabricius, 1793)
- O. sospes (Draudt, 1920)
- O. tarena (Hewitson, 1874)
- O. tympania (Hewitson, 1869)